# Deutsche Aufbaupartei
Die Deutsche Aufbaupartei (Kurzbezeichnung: DAP) war eine rechtsextreme Partei in der Nachkriegszeit in Deutschland. Die Gründung erfolgte am 31. Oktober 1945 in Gronau. Wichtigste Gründungsmitglieder waren Reinhold Wulle und Joachim von Ostau. Die Partei sah sich in der Tradition der DVFP und vertrat nationalistische und monarchistische Positionen.
Am 22. März 1946 fusionierte die DAP in Essen mit der Deutschen Konservativen Partei zur DKP-DRP.